# Rębinka
Rębinka (niem., Schwartze Berg, 435 m n.p.m.) – wzniesienie w południowo-zachodniej Polsce, w Sudetach Zachodnich, na Pogórzu Izerskim.		
Rozległe, niezbyt wybitne wzniesienie, położone w południowo-wschodniej części Pogórza Izerskiego, w  północnej części Przedgórza Rębiszowskiego, pomiędzy miejscowościami Gajówka, Grudza, Kłopotnica i Rębiszów, w "Rębiszowskim Lesie".
Podłoże wzniesienia stanowi blok karkonosko-izerski (metamorfik izerski), zbudowany z gnejsów i granitognejsów, głównie gnejsów oczkowych. Całe wzniesienie porasta las.